# Schlag bei Thalberg
Schlag bei Thalberg är en ort i  kommunen Dechantskirchen i Österrike. Den ligger i distriktet Hartberg-Fürstenfeld i förbundslandet Steiermark.
Schlag bei Thalberg var tidigare en kommun i distriktet Hartberg-Fürstenfeld i förbundslandet Steiermark i Österrike. Den bestod av tre orter (Ortschaften) (inom parentes invånarantal 1 januari 2024):
- Schlag bei Thalberg (371)
- Rohrbachschlag (112)
- Limbach 
  - Delen som överfördes till Dechantskirchen (25)
  - Delen som överfördes till Rohrbach an der Lafnitz  (373))

Den 1 januari 2015 upphörde kommunen. Schlag bei Thalberg och en mindre del av Limbach blev en del av kommunen Dechantskirchen och Rohrbachschlag och större delen av Limbach blev en del av den kommunen Rohrbach an der Lafnitz.